# Re:Zero − Bắt đầu lại ở thế giới khác
Re:Zero − Bắt đầu lại ở thế giới khác (Nhật: Re:ゼロから始める異世界生活 Hepburn: Ri: Zero kara hajimeru isekai seikatsu, n.đ.: Re: "Bắt đầu cuộc sống ở thế giới khác từ con số không". Tựa tiếng Anh: Re: Life in a different world from zero), thường gọi đơn giản là Re:Zero, là một bộ light novel Nhật Bản được viết bởi Nagatsuki Tappei và được minh họa bởi Ōtsuka Shin'ichirō. Câu chuyện xoay quanh Natsuki Subaru, một hikikomori đột nhiên bị đưa đến một thế giới khác trên đường về nhà từ cửa hàng tiện lợi. Bộ truyện ban đầu được đăng thành nhiều kỳ trên trang web Shōsetsuka ni Narō từ năm 2012. Bốn mươi mốt tập, cũng như năm tập ngoại truyện và mười hai tuyển tập truyện ngắn đã được Media Factory xuất bản dưới ấn hiệu MF Bunko J của họ.
Ba vòng cung câu chuyện đầu tiên của bộ truyện đã được chuyển thể thành các bộ manga riêng biệt. Cuốn đầu tiên của Matsue Daichi, xuất bản từ tháng 6 năm 2014 đến tháng 3 năm 2015. Tiếp đó là cuốn thứ hai của Fugetsu Makoto do Square Enix xuất bản từ tháng 10 năm 2014.  Vào tháng 5 năm 2015, Matsue đã ra mắt bản chuyển thể thứ ba, cũng do Media Factory xuất bản. Ngoài ra, Media Factory đã xuất bản tuyển tập hai manga với truyện từ các họa sĩ khác nhau. Một bộ anime chuyển thể của White Fox được phát sóng từ ngày 4 tháng 4 năm 2016 đến ngày 19 tháng 9 năm 2016, bắt đầu với tập đặc biệt dài một tiếng. OVA đầu tiên trong số hai OVA dựa trên bộ truyện được phát hành vào ngày 6 tháng 10 năm 2018 và OVA thứ hai được phát hành vào ngày 8 tháng 11 năm 2019. Vào tháng 3 năm 2017, nhà phát triển trò chơi 5pb. đã phát hành một visual novel dựa trên bộ truyện. Mùa thứ hai của bộ anime dự kiến công chiếu vào tháng 4 năm 2020, nhưng đã bị trì hoãn đến tháng 7 năm 2020 do đại dịch COVID-19. Mùa anime này được thông báo là sẽ chia ra thành 2 nửa, với nửa đầu phát sóng từ ngày 8 tháng 7 đến ngày 30 tháng 9 năm 2020 và nửa sau phát sóng vào tháng 1 năm 2021.
Tiểu thuyết và cả ba manga chuyển thể đều được Yen Press xuất bản ở Bắc Mỹ dưới tên Re:Zero − Starting Life in Another World. Crunchyroll đã mua bản quyền anime chuyển thể bên ngoài Châu Á, công ty này đã phát hành anime theo dạng cho thuê video thông qua Funimation ở Hoa Kỳ và Anime Limited ở Vương quốc Anh. Ở Đông Nam Á, bộ truyện được Muse Communication mua bản quyền. 13 triệu bản light novel đã được bán ra, trong khi bộ anime đã bán được hơn 70.000 bản. Tại Việt Nam, light novel được Innovative Publishing and Media (IPM) mua bản quyền và phát hành cùng Nhà xuất bản Hồng Đức với tựa đề tiếng Việt là Re:Zero − Bắt đầu lại ở thế giới khác dựa theo tựa đề tiếng Anh của phiên bản Bắc Mỹ thay vì dựa theo tựa đề tiếng Nhật gốc.
Light novel đã được khen ngợi vì mang khái niệm "thế giới khác" mới mẻ, nhưng lại bị chỉ trích vì lời thoại vụng về và rườm rà. Bộ anime đã được các nhà phê bình ca ngợi vì "thế giới phức tạp về văn hóa" và hành động của các nhân vật. Bộ truyện đã nhận được Giải thưởng Anime Newtype 2015–2016 và Giải thưởng Sugoi Japan 2017, đồng thời được đề cử Anime của năm tại Giải thưởng Anime 2016.

## Cốt truyện
Natsuki Subaru là một NEET không làm gì khác ngoài việc chơi game. Một đêm, sau khi ghé thăm một cửa hàng tiện lợi, anh ta đột nhiên bị triệu hồi đến một thế giới khác. Với việc không có dấu vết cho thấy ai đã triệu hồi cậu, cậu nhanh chóng kết bạn với một cô gái bán yêu tinh với mái tóc bạch kim, người tự giới thiệu mình là Satella, và bạn đồng hành của cô ấy là Puck. Satella nói rằng huy hiệu của cô đã bị đánh cắp bởi một tên trộm tên là Felt. Khi anh và "Satella" bị giết một cách bí ẩn, Subaru tỉnh dậy và phát hiện ra rằng cậu đã có được một khả năng mà anh đặt tên là "Return by Death", cho phép cậu đảo ngược thời gian bằng cách chết. Cậu chào "Satella" một lần nữa, nhưng cô ấy cảm thấy bị xúc phạm khi được gọi bằng cái tên "Satella", ám chỉ "Phù thủy ghen tuông" và được coi là một điều cấm kỵ. Với sự giúp đỡ của Reinhard (một hiệp sĩ) ở dòng thời gian khác, Subaru đã cứu sống "Satella" khỏi tay sát thủ Elsa; cô tiết lộ rằng tên thật của cô là Emilia, và để trả ơn, Felt trả lại huy hiệu cho cô.
Khi đang hồi phục tại dinh thự của Roswaal, pháp sư Beatrice đã hút cạn mana của Subaru. Sau khi tỉnh dậy, anh gặp hai người hầu gái song sinh Ram và Rem, cũng như Roswaal, người đã thuê anh làm quản gia theo yêu cầu của Subaru. Roswaal tiết lộ rằng Emilia cần huy hiệu để đủ điều kiện trở thành ứng cử viên trong cuộc bầu cử hoàng gia sắp tới. Sau khi chết một lần nữa một cách bí ẩn, Subaru quyết định điều tra cái chết của mình, và cố gắng tái tạo lại những sự việc. Sau một loạt những cái chết đau đớn và hồi sinh, anh biết rằng một lời nguyền đã được đặt lên mình, sau đó suy ra nó đến từ một ngôi làng mà anh đã đến thăm trước đó, đồng thời giải quyết mối hận thù mãnh liệt của Rem đối với phù thủy. Cuối cùng, ngôi làng bị đe dọa bởi những sinh vật được gọi là mabeast, ma thú được cho là do một phù thủy tạo ra để quét sạch loài người, vì vậy Subaru, Rem và Ram phải giải cứu dân làng.
Sau đó, Emilia được gọi đến thủ đô bởi hai thành viên của Crusch's Camp, Wilhelm và Felix, một phần của Đội cận vệ Hoàng gia để bắt đầu cuộc tuyển chọn hoàng gia. Tại đây, nhóm Subaru gặp những ứng cử viên hoàng gia khác: Priscilla, Crusch, Anastasia và Felt; và các hiệp sĩ của họ, Aldebaran, Julius, và Reinhard. Ban đầu Felt thông báo rằng cô ấy sẽ không tham gia vào cuộc bầu cử, và Subaru tuyên bố mình là hiệp sĩ của Emilia. Sau một cuộc chiến công khai với Julius khiến Subaru bị thương nặng, cậu đã cãi nhau với Emilia, và cô quyết định cắt đứt quan hệ với Subaru.
Sau khi hồi phục, Subaru quyết định tập luyện dưới trướng Wilhelm, trong khi Felix khuyên cậu nên làm lành với Emilia. Rem sau đó cảnh báo Subaru rằng có điều gì đó đang xảy ra tại dinh thự, và không nghe theo lời cảnh báo của Crusch và Felix cũng như của Rem, Subaru quyết định quay trở lại dinh thự. Tại đây, cậu kinh hãi phát hiện ra nhiều xác chết, bao gồm cả xác của Rem. Sau khi chết và hồi sinh một lần nữa, Subaru bị phục kích bởi một nhóm được gọi là Giáo phái Phù thủy và gặp thủ lĩnh điên loạn, Petelgeuse, người sau đó tra tấn Subaru và giết Rem bằng khả năng gọi là "Bàn tay tàng hình". Sau khi bị giết bởi một Puck quái dị, Subaru hồi sinh và nguyền rủa Petelgeuse.
Biết rằng dinh thự và ngôi làng sẽ bị tấn công, Subaru tìm kiếm sự giúp đỡ từ các ứng viên hoàng gia khác, nhưng họ đều từ chối. Trong khi sơ tán, cậu gặp phải một con quái vật huyền thoại được gọi là Cá voi trắng. Rem hy sinh bản thân để cho Subaru trốn thoát. Sau khi trở về dinh thự, Subaru chạm trán với Ram và Emilia, những người không còn nhớ gì về Rem. Băn khoăn với tình hình, Subaru tiết lộ khả năng "Trở lại bằng cái chết" của mình cho Emilia, chỉ để cô ấy chết sau đó. Subaru, bị sốc trước những gì vừa xảy ra yêu cầu Beatrice giết anh ta, cô từ chối và gửi anh ta đến một nơi mà cô không thể nhìn thấy anh ta. Puck tức giận, biến hình và giết Petelgeuse cùng giáo phái của hắn, sau đó đóng băng Subaru đến chết như hình phạt cho cái chết của Emilia. Sau khi hồi sinh, Subaru, sau khi rơi vào tuyệt vọng hoàn toàn, đã nói chuyện nghiêm túc với Rem, yêu cầu cô chạy trốn cùng anh ta. Tuy nhiên, Rem khuyến khích Subaru không từ bỏ và thổ lộ tình yêu của cô dành cho anh, vì đã biết rằng trái tim anh là dành cho Emilia. Với quyết tâm mới đạt được, Subaru quyết định rằng anh sẽ bắt đầu lại từ con số không.
Subaru và Rem sau đó chiến đấu chống lại Cá voi trắng, sau khi liên minh thành công với trại của Crusch và Anastasia. Sau một trận chiến lâu dài và cam go, cuối cùng Wilhelm đã giết được Cá voi trắng, do đó trả thù cho cái chết của vợ mình. Cuối cùng, với sự giúp đỡ của các đồng minh mới, Subaru cuối cùng cũng có thể đánh bại Petelgeuse và giáo phái của hắn, cứu sống Emilia và dân làng. Sau khi hòa giải với Emilia, Subaru thú nhận tình yêu của mình dành cho cô, khiến Emilia rơi nước mắt cảm ơn Subaru vì đã cứu cô. Tuy nhiên, khi Subaru đặt câu hỏi về lời thú nhận của mình liên quan đến Rem, Emilia đã không nhớ lại Rem lần thứ hai, khiến Subaru bị sốc.

## Tiến trình sản xuất

### Light novel

Thiết kế ban đầu của hai nhân vật Subaru và Emilia

Biên tập viên của seri ở MF Bunko J, Ikemoto Masahito, biết đến bản web novel vào tháng 4 năm 2013, khi nó xuất hiện trên trang chủ Twitter của anh. Anh ngay lập tức ấn tượng với việc sử dụng yếu tố "Return by Death" (trở về từ cái chết), và cái cách nó là một thể loại "đen tối, nhưng có yếu tố gây ngạc nhiên, tạo ra bước ngoặt của thể loại phiêu lưu", và bắt đầu làm việc với Nagatsuki để chuyển thể seri thành một light novel. Nhiều light novel dài khoảng 250 trang, nhưng Nagatsuki đã viết một bản thảo dài 1,000 trang cho tập tiểu thuyết đầu tiên, khiến Ikemoto phải chỉnh sửa nó một cách vất vả. Trong khi lúc đầu Nagatsuki muốn tập trung vào xây dựng thế giới giả tưởng trước, Ikemoto cho rằng việc tập trung sự thu hút của người đọc vào nhân vật quan trọng hơn. Cuối cùng anh ta sắp xếp phần câu chuyện tập trung vào thế giới và lịch sử của nó được lùi lại vào chương 3 của seri.
Trước khi làm việc cho seri Re:Zero, họa sĩ vẽ tranh minh họa Otsuka Shinichirou đã từng làm việc cho một số video game, khiến anh vẽ phần nền trước khi minh họa cho seri. Sau khi đọc bản web novel, anh trình bản vẽ của một số nhân vật chính cho Ikemoto. Thiết kế ban đầu của Subaru khiến anh nhìn như một tội phạm, với Otsuka miêu tả nó rằng "không phải một khuôn mặt của một chàng trai tuổi teen", khiến Ikemoto đề nghị rằng nhân vật này cần phải "thân thiện hơn và bớt hung dữ đi" để khán giả có thể đồng cảm với anh trong những phông đoạn chứa nhiều cảm xúc. Thiết kế nguyên gốc của Emilia rất đơn giản, nên một vài chi tiết đã được thêm vào để khiến cô thú vị hơn. Ikemoto muốn cô phải có đặc điểm của một "nữ chính nguyên mẫu". Rem và Ram cũng phải nhận nhiều thay đổi từ bản vẽ đầu tiên: thiết kế nguyên gốc của họ thiếu đi nhân cách ở phần tóc, và đồng phục hầu gái của họ cũng dài hơn và "truyền thống" hơn.
Tại Việt Nam, light novel được Innovative Publishing and Media (thường được biết đến với tên: IPM) mua bản quyền và phát hành cùng Nhà xuất bản Hồng Đức với tựa đề Tiếng Việt là Re:Zero − Bắt đầu lại ở thế giới khác dựa theo tựa đề Tiếng Anh của phiên bản Bắc Mỹ thay vì dựa theo tựa đề của phiên bản Tiếng Nhật gốc.
| Tập |       | Tựa đề Tiếng Nhật             | Ngày phát hành       | Tựa đề Tiếng Việt                          | Ngày phát hành       |
| --- | ----- | ----------------------------- | -------------------- | ------------------------------------------ | -------------------- |
| 1   | Arc 1 | Re:ゼロから始める異世界生活1  | 24 tháng 1 năm 2014  | Re:Zero Bắt Đầu Lại Ở Một Thế Giới Khác 1  | 23 tháng 8 năm 2017  |
| 2   | Arc 2 | Re:ゼロから始める異世界生活2  | 25 tháng 2 năm 2014  | Re:Zero Bắt Đầu Lại Ở Một Thế Giới Khác 2  | 12 tháng 1 năm 2018  |
| 3   | Arc 2 | Re:ゼロから始める異世界生活3  | 25 tháng 3 năm 2014  | Re:Zero Bắt Đầu Lại Ở Một Thế Giới Khác 3  | 1 tháng 11 năm 2018  |
| 4   | Arc 3 | Re:ゼロから始める異世界生活4  | 25 tháng 6 năm 2014  | Re:Zero Bắt Đầu Lại Ở Một Thế Giới Khác 4  | 6 tháng 9 năm 2019   |
| 5   | Arc 3 | Re:ゼロから始める異世界生活5  | 24 tháng 10 năm 2014 | Re:Zero Bắt Đầu Lại Ở Một Thế Giới Khác 5  | 8 tháng 10 năm 2019  |
| 6   | Arc 3 | Re:ゼロから始める異世界生活6  | 25 tháng 3 năm 2015  | Re:Zero Bắt Đầu Lại Ở Một Thế Giới Khác 6  | 13 tháng 1 năm 2020  |
| 7   | Arc 3 | Re:ゼロから始める異世界生活7  | 25 tháng 9 năm 2015  | Re:Zero Bắt Đầu Lại Ở Một Thế Giới Khác 7  | 2 tháng 4 năm 2020   |
| 8   | Arc 3 | Re:ゼロから始める異世界生活8  | 25 tháng 3 năm 2016  | Re:Zero Bắt Đầu Lại Ở Một Thế Giới Khác 8  | 8 tháng 6 năm 2020   |
| 9   | Arc 3 | Re:ゼロから始める異世界生活9  | 30 tháng 9 năm 2016  | Re:Zero Bắt Đầu Lại Ở Một Thế Giới Khác 9  | 5 tháng 2 năm 2021   |
| 10  | Arc 4 | Re:ゼロから始める異世界生活10 | 31 tháng 10 năm 2016 | Re:Zero Bắt Đầu Lại Ở Một Thế Giới Khác 10 | 10 tháng 6 năm 2021  |
| 11  | Arc 4 | Re:ゼロから始める異世界生活11 | 25 tháng 12 năm 2016 | Re:Zero Bắt Đầu Lại Ở Một Thế Giới Khác 11 | 12 tháng 1 năm 2022  |
| 12  | Arc 4 | Re:ゼロから始める異世界生活12 | 25 tháng 3 năm 2017  | Re:Zero Bắt Đầu Lại Ở Một Thế Giới Khác 12 | 4 tháng 5 năm 2022   |
| 13  | Arc 4 | Re:ゼロから始める異世界生活13 | 25 tháng 6 năm 2017  | Re:Zero Bắt Đầu Lại Ở Một Thế Giới Khác 13 | 12 tháng 12 năm 2022 |
| 14  | Arc 4 | Re:ゼロから始める異世界生活14 | 25 tháng 9 năm 2017  | Re:Zero Bắt Đầu Lại Ở Một Thế Giới Khác 14 | 25 tháng 12 năm 2022 |
| 15  | Arc 4 | Re:ゼロから始める異世界生活15 | 25 tháng 12 năm 2017 | Re:Zero Bắt Đầu Lại Ở Một Thế Giới Khác 15 | 22 tháng 7 năm 2023  |
| 16  | Arc 5 | Re:ゼロから始める異世界生活16 | 25 tháng 3 nàm 2018  | Re:Zero Bắt Đầu Lại Ở Một Thế Giới Khác 16 | 15 tháng 8 năm 2023  |
| 17  | Arc 5 | Re:ゼロから始める異世界生活17 | 25 tháng 9 năm 2018  |                                            |                      |
| 18  | Arc 5 | Re:ゼロから始める異世界生活18 | 25 tháng 12 năm 2018 |                                            |                      |
| 19  | Arc 5 | Re:ゼロから始める異世界生活19 | 27 tháng 3 năm 2019  |                                            |                      |
| 20  | Arc 5 | Re:ゼロから始める異世界生活20 | 25 tháng 6 năm 2019  |                                            |                      |
| 21  | Arc 6 | Re:ゼロから始める異世界生活21 | 25 tháng 9 năm 2019  |                                            |                      |
| 22  | Arc 6 | Re:ゼロから始める異世界生活22 | 25 tháng 3 năm 2020  |                                            |                      |
| 23  | Arc 6 | Re:ゼロから始める異世界生活23 | 25 tháng 6 năm 2020  |                                            |                      |
| 24  | Arc 6 | Re:ゼロから始める異世界生活24 | 25 tháng 9 năm 2020  |                                            |                      |
| 25  | Arc 6 | Re:ゼロから始める異世界生活25 | 25 tháng 12 năm 2020 |                                            |                      |
| 26  | Arc 7 | Re:ゼロから始める異世界生活26 | 25 tháng 3 năm 2021  |                                            |                      |
| 27  | Arc 7 | Re:ゼロから始める異世界生活27 | 25 tháng 6 năm 2021  |                                            |                      |
| 28  | Arc 7 | Re:ゼロから始める異世界生活28 | 24 tháng 12 năm 2021 |                                            |                      |
| 29  | Arc 7 | Re:ゼロから始める異世界生活29 | 25 tháng 3 năm 2022  |                                            |                      |
| 30  | Arc 7 | Re:ゼロから始める異世界生活30 | 24 tháng 6 năm 2022  |                                            |                      |
| 31  | Arc 7 | Re:ゼロから始める異世界生活31 | 22 tháng 9 năm 2022  |                                            |                      |
| 32  | Arc 7 | Re:ゼロから始める異世界生活32 | 23 tháng 12 năm 2022 |                                            |                      |
| 33  | Arc 7 | Re:ゼロから始める異世界生活33 | 29 tháng 3 năm 2023  |                                            |                      |
| 34  | Arc 8 | Re:ゼロから始める異世界生活34 | 23 tháng 6 năm 2023  |                                            |                      |
| 35  | Arc 8 | Re:ゼロから始める異世界生活35 | 25 tháng 9 năm 2023  |                                            |                      |
| 36  | Arc 8 | Re:ゼロから始める異世界生活36 | 25 tháng 12 năm 2023 |                                            |                      |
| 37  | Arc 8 | Re:ゼロから始める異世界生活37 | 25 tháng 3 năm 2024  |                                            |                      |
| 38  | Arc 8 | Re:ゼロから始める異世界生活38 | 25 tháng 6 năm 2024  |                                            |                      |
| 39  | Arc 9 | Re:ゼロから始める異世界生活39 | 25 tháng 9 năm 2024  |                                            |                      |
| 40  | Arc 9 | Re:ゼロから始める異世界生活40 | 24 tháng 3 năm 2025  |                                            |                      |
| 41  | Arc 9 | Re:ゼロから始める異世界生活41 | 25 tháng 6 năm 2025  |                                            |                      |
| 42  | Arc 9 | Re:ゼロから始める異世界生活42 | 25 tháng 9 năm 2025  |                                            |                      |
| 1.  |       |                               |                      |                                            |                      |

### Anime
Khả năng có phiên bản chuyển thể anime đến sớm trong sự phát triển của seri. Tanaka Sho, một nhà sản xuất ở Kadokawa, đã hỏi về vấn đề bản quyền để chuyển thể thành phim hoạt hình, và Ikemoto đã đề nghị Tanaka đọc phiên bản web novel. Mặc dù lúc đầu có sự bất đồng về giao tiếp khiến Ikemoto nghĩ rằng Tanaka không thích thú với seri, cuộc nói chuyện về phiên bản anime bắt đầu sớm sau khi bản web novel được in ấn.
Là một phần của cuộc nói chuyện về khả năng có phiên bản chuyển thể anime, Ikemoto và Tanaka đàm phán với Yoshikawa Tsunaki, một nhà sản xuất phim hoạt hình tại xưởng phim White Fox, về khả năng xưởng phim của anh được làm thành hoạt hình. Mong rằng phiên bản anime sẽ tương tự như Steins;Gate (White Fox sản xuất), và có ấn tượng tích cực về xưởng phim đã làm ra nhiều phiên bản chuyển thể đáng tin cậy, Tanaka sau đó chính thức thăm dò ý kiến họ để sản xuất chương trình. Giám đốc của White Fox đã liên hệ với Yoshikawa để xem ý kiến của anh ta, và Yoshikawa đề nghị họ chấp nhận, chừng nào mà seri "không vi phạm quy tắc truyền thông nào".
Sự sản xuất của anime bắt đầu vào khoảng thời gian sau khi tập tiểu thuyết thứ 5 bắt đầu vào tháng 10 năm 2014. Watanabe Masaharu đã được chọn bởi Yoshikawa để đạo diễn bộ phim vì lúc trước anh đã từng làm việc cho xưởng phim làm về "key animation", trong khi Kyuta Sakai được chọn làm người thiết kế nhân vật và đạo diễn hình ảnh vì Yoshikawa cảm thấy cô có khả năng làm đúng với phiên bản tiểu thuyết và giữ chất lượng hình ảnh của phim trong 25 tập. Tác giả phiên bản gốc Nagatsuki Tappei đã rất tích cực trong thời gian anime sản xuất, dự các cuộc thảo luận về kịch bản, các buổi thu hình, và lồng tiếng. Trong khi lập kế hoạch và viết kịch bản cho anime, chọn giải pháp thích hợp là một trong những phần khó nhất cho nhân viên, và một thời gian lớn đã được giành vào việc chọn kết cục cho tập cuối.

## Phương tiện truyền thông

### Tiểu thuyết trên mạng
Bản web novel (tiểu thuyết trên mạng) của "Re:Zero" đã được phát hành bởi Nagatsuki Tappei ở trang web do người dùng phát triển Shōsetsuka ni Narō từ 20 tháng 4 năm 2012 trở đi. Tính đến  ngày 1 tháng 4 năm 2016, sáu bản tiểu thuyết và hai truyện bên lề đã được xuất bản, bao gồm tổng cộng 429 chap.

### Light novel
Theo sau sự xuất bản của web novel, Media Factory giành được quyền in ấn, xuất bản seri này. Tập light novel đầu tiên, với tranh minh họa của Otsuka Shinichirou, đã được xuất bản vào ngày 24 tháng 1 năm 2014 dưới sự xuất bản của MF Bunko J. Tính đến tháng 6 năm 2025, bốn mươi mốt tập đã được xuất bản, cùng với năm truyện bên lề và mười hai truyện ngắn. Những tập light novel được in hợp pháp ở tiếng Anh bởi Yen Press.

### Manga

Ram và Rem trong mùa thứ hai của manga

Bản Manga được phát hành bởi Matsue Daichi, tiêu đề Re:Zero - Bắt đầu lại ở thế giới khác - Chương 1: Một ngày ở vương đô (Re：ゼロから始める異世界生活 第一章 王都の一日編 Re: Zero Kara Hajimeru Isekai Seikatsu Dai-Ichi-Shō: Ōto no Ichinichi-hen), bắt đầu phát hành vào tháng tám 2014 trên tạp chí seinen Monthly Comic Alive của Media Factory vào 27 tháng 6 năm 2014. Tập cuối được xuất bản vào 23 tháng 3 năm 2015. Ngày 2 tháng 12 năm 2015, Yen Press thông báo họ đã giành quyền xuất bản seri này.
Manga thứ hai, tiêu đề Re: Zero Kara Hajimeru Isekai Seikatsu Dai-Ni-Shō: Yashiki no Ishūkan-hen (Re：ゼロから始める異世界生活 第二章 屋敷の一週間編 Re:Zero - Bắt đầu lại ở thế giới khác - Chương 2: Một tuần ở lâu đài), với họa sĩ Fugetsu Makoto, được phát hành trên tạp chí seinen Monthly Big Gangan của Square Enix vào ngày 25 tháng 10 năm 2014.
Matsue Daichi bắt đầu phát hành manga thứ 3, Re: Zero Kara Hajimeru Isekai Seikatsu Dai-San-Shō: Truth of Zero (Re:ゼロから始める異世界生活　第三章 Truth of Zero Re:Zero - Bắt đầu lại ở thế giới khác - Chương 3: Truth of Zero) trên Comic Alive tháng 6 năm 2015 phát hành vào 27 tháng 5 năm 2015.

### Anime
Seri anime trên truyền hình được công bố bởi Kadokawa vào tháng bảy 2015. Seri được đạo diễn bởi Masaharu Watanabe và kịch bản được viết bởi Yokotani Masahiro, đồ họa bởi xưởng phim White Fox. Kyuta Sakai vừa làm công việc thiết kế nhân vật vừa làm đạo diễn hình ảnh.
25 tập được phát sóng bắt đầu từ 4 tháng 4 năm 2016 với tập đầu tiên kéo dài 50 phút. Mùa đầu tiên được phát sóng trên các kênh TV Tokyo, TV Osaka, TV Aichi và AT-X. Seri cũng được phát trực tiếp trên Crunchyroll.
Một seri phim ngắn miêu tả những phiên bản chibi của các nhân vật, tiêu đề Re:Zero kara Hajimeru Break Time (Re:ゼロから始める休憩時間(ブレイクタイム)), đã được sản xuất bởi hãng phim Puyukai kèm theo dòng phim chính. Có 11 tập phim ngắn được chiếu trước khi bị thay thế bởi một seri phim ngắn mới, tiêu đề Re:Puchi kara Hajimeru Isekai Seikatsu (Re:プチから始める異世界生活), bắt đầu lên sóng vào 24 tháng 6 năm 2016. Các tập phim ngắn được viết, đạo diễn và sản xuất bởi Ashina Minoru, với thiết kế nhân vật bởi Takehara Minoru, cũng là người phụ trách hiệu ứng hình ảnh cho anime chính cùng với Kimoto Sumi và Totsuka Chisato. Suehiro Kenichiro là nhà soạn nhạc, Furuya Tomoji của Suwara Pro phụ trách hiệu ứng âm thanh. Aketagawa Jin là đạo diễn âm nhạc ở công ty Magic Capsule.
Các tập phim ngắn được chiếu thường trên AT-X sau mỗi tập của seri chính, bắt đầu từ 8 tháng 4 năm 2016. Crunchyroll có bản quyền phát sóng trực tiếp cả hai dòng phim ngắn.
Ở Mỹ, seri này được phát sóng dưới quyền của Anime Limited.
Tại Việt Nam, bộ phim từng được phát sóng trên kênh ANT-BPTV3 với tên "Hồi sinh thuật".
Mùa thứ hai được thông báo sẽ chiếu thành hai phần, với phần đầu phát sóng từ ngày 8 tháng 7 đến ngày 30 tháng 9 năm 2020 và phần sau phát sóng từ ngày 6 tháng 1 đến ngày 24 tháng 3 năm 2021. Bản lồng tiếng Anh cho phần 1 của mùa 2 bắt đầu phát sóng từ ngày 26 tháng 8 trở đi. Không có độ dài tiêu chuẩn cho mỗi tập và thời lượng mỗi tập thay đổi từ 24 đến 30 phút.
Mùa thứ ba của loạt anime được thông báo ở AnimeJapan 2023. Phần này được White Fox đồ họa và Shinohara Masahiro đạo diễn, với Haruka Sagawa là nhà thiết kế nhân vật. Mùa thứ ba dự kiến ra mắt vào tháng 10 năm 2024 với một tập đặc biệt dài 90 phút, có tựa đề "Gekijō-gata Akui" (劇場型あくい n.đ. 'Sự ác ý kịch tính').

### Âm nhạc
Nhạc nền mở đầu đầu tiên là bài "Redo" với giọng ca của Suzuki Konomi, và nhạc nền kết thúc đầu tiên là "STYX HELIX" và cho tập 7 là "STRAIGHT BET", cả hai đều do MYTH&ROID thể hiện. Nhạc nền mở đầu thứ 2, "Paradisus-Paradoxum" do MYTH&ROID thực hiện, trong khi nhạc nền kết thúc thứ 2, "Stay Alive", biểu diễn bởi Takahashi Rie (cho tập 14 là "theater D", MYTH&ROID).
Nhạc nền của seri sẽ được sản xuất trên đĩa CD vào 26 tháng 10 năm 2016. Đĩa CD chứa 21 bản nhạc soạn bởi Suehiro Kenichiro.
| Bắt đầu lại từ con số 0 ở thế giới khác: Original Sound Track | Bắt đầu lại từ con số 0 ở thế giới khác: Original Sound Track                                                      | Bắt đầu lại từ con số 0 ở thế giới khác: Original Sound Track |
| STT                                                           | Nhan đề | Thời lượng                                                    |
| ------------------------------------------------------------- | --- | ------------------------------------------------------------- |
| 1.                                                            | "Rondo of Love and Darkness – Main Theme –" (愛と漆黒の輪舞曲 – MainTheme - Ai to Shikkoku no Rondo – MainTheme -) | 3:49                                                          |
| 2.                                                            | "Takt of Heroes – Origin –" (英雄のタクト – 起源 - Eiyū no Takuto – Kigen -)                                       | 2:53                                                          |
| 3.                                                            | "Hymne of Despair and Atonement" (絶望と贖罪のヒュムネ Zetsubō to Shokuzai no Hyumune)                             | 3:11                                                          |
| 4.                                                            | "Dragon Kingdom Lugunica" (親竜王国ルグニカ Oya Ryū Ōkoku Rugunika)                                                | 2:43                                                          |
| 5.                                                            | "Otherworld March" (異世界行進曲 Isekai Kōshinkyoku)                                                               | 1:59                                                          |
| 6.                                                            | "Memories of Time and Sky" (時と空の想い出 Toki to Sora no Omoide)                                                 | 1:39                                                          |
| 7.                                                            | "Promenade of Whistles and Creation" (笛と創造の散歩道 Fue to Sōzō no Sanpomichi)                                  | 2:06                                                          |
| 8.                                                            | "Re:verse" | 2:32                                                          |
| 9.                                                            | "Heartbeat of Determination" (決意の心音 Ketsui no Kokone)                                                         | 2:05                                                          |
| 10.                                                           | "Fantasy Lied" (幻想リート Gensō Rīto)                                                                             | 3:41                                                          |
| 11.                                                           | "Echt of Sorrow" (哀しみのエヒト Kanashimi no Ehito)                                                               | 3:51                                                          |
| 12.                                                           | "Chain of Memories" (記憶の鎖 Kioku no Kusari)                                                                     | 3:31                                                          |
| 13.                                                           | "Roar of Malice" (悪意の咆哮 Akui no Hōkō)                                                                         | 2:56                                                          |
| 14.                                                           | "Sloth" (怠惰 Taida)                                                                                               | 2:05                                                          |
| 15.                                                           | "Call of the Witch" (魔女の呼び声 Majo no Yobigoe)                                                                 | 2:46                                                          |
| 16.                                                           | "Activation of Fate" (運命の起動 Unmei no Kidō)                                                                    | 2:23                                                          |
| 17.                                                           | "Requiem of Silence" (沈黙のレクイエム Chinmoku no Rekuiemu)                                                       | 7:03                                                          |
| 18.                                                           | "Death Ballet" | 2:47                                                          |
| 19.                                                           | "Waltz of Rage" (激昂の円舞 Gekikō no Enbu)                                                                        | 2:12                                                          |
| 20.                                                           | "Overture of the Final Battle" (決戦の序曲 Kessen no Jokyoku)                                                      | 3:01                                                          |
| 21.                                                           | "Wish of the Stars" (星の願い Hoshi no Negai)                                                                      | 3:32                                                          |
| Tổng thời lượng:                                              | Tổng thời lượng:                                                                                                   | 52:45                                                         |

Dưới đây là danh sách bài hát phần Memory Snow. Ca khúc "Relive" được trình bày bởi nonoc và "Memories" bởi Azusa Riko.
| Bắt đầu lại từ con số 0 ở thế giới khác: Phần Memory Snow | Bắt đầu lại từ con số 0 ở thế giới khác: Phần Memory Snow | Bắt đầu lại từ con số 0 ở thế giới khác: Phần Memory Snow | Bắt đầu lại từ con số 0 ở thế giới khác: Phần Memory Snow |
| STT                                                       | Nhan đề                                                   | Trình diễn                                                | Thời lượng                                                |
| --------------------------------------------------------- | --------------------------------------------------------- | --------------------------------------------------------- | --------------------------------------------------------- |
| 1.                                                        | "Takt of Heroes – Origin –" (英雄のタクト -起源)          |                                                           | 2:55                                                      |
| 2.                                                        | "Fantasy Clap" (空想クラップ)                             |                                                           | 1:41                                                      |
| 3.                                                        | "Timbre of the Beginning" (始まりの音色)                  |                                                           | 2:06                                                      |
| 4.                                                        | "Fur Craftsman" (毛並み職人)                              |                                                           | 1:58                                                      |
| 5.                                                        | "Fool" (おたんこナス)                                     |                                                           | 1:35                                                      |
| 6.                                                        | "Waking up with Rem" (寝起きとレム)                       |                                                           | 1:47                                                      |
| 7.                                                        | "Yoake no Michi" (よあけのみち)                           |                                                           | 0:23                                                      |
| 8.                                                        | "Relive" (イメージソング)                                 | nonoc                                                     | 4:01                                                      |
| 9.                                                        | "Appa" (リンガ)                                           |                                                           | 1:33                                                      |
| 10.                                                       | "Emilia's secret" (エミリアの隠し事)                      |                                                           | 1:54                                                      |
| 11.                                                       | "Roswaal" (ロズワール)                                    |                                                           | 2:25                                                      |
| 12.                                                       | "Departure" (発魔期)                                      |                                                           | 2:37                                                      |
| 13.                                                       | "Walker of whistle and creation" (笛と創造の散歩者)       |                                                           | 2:07                                                      |
| 14.                                                       | "Subaru Concerto" (スバル協奏曲)                          |                                                           | 1:53                                                      |
| 15.                                                       | "March from Another World" (異世界行進曲)                 |                                                           | 1:59                                                      |
| 16.                                                       | "Discussion" (相談中)                                     |                                                           | 2:05                                                      |
| 17.                                                       | "Eclipse of Macht" (侵食のマハト)                         |                                                           | 2:29                                                      |
| 18.                                                       | "Start of Fate" (運命の起動)                              |                                                           | 2:24                                                      |
| 19.                                                       | "Chikichiki" (チキチキ)                                   |                                                           | 1:46                                                      |
| 20.                                                       | "Memories"                                                | Riko Azuna                                                | 4:15                                                      |
| 21.                                                       | "Memories of Time and Sky" (時と空の思い出)               |                                                           | 1:42                                                      |
| 22.                                                       | "Snow Festival" (雪まつり)                                |                                                           | 1:55                                                      |
| 23.                                                       | "EMT!!"                                                   |                                                           | 1:42                                                      |
| 24.                                                       | "Lively days" (賑やかな日々)                              |                                                           | 1:55                                                      |
| 25.                                                       | "Train of Thought" (思考回路)                             |                                                           | 2:50                                                      |
| 26.                                                       | "Festive night" (宴の夜)                                  |                                                           | 2:47                                                      |
| 27.                                                       | "Fascinating alcohol" (魅惑の酒)                          |                                                           | 2:53                                                      |
| 28.                                                       | "Memory Snow"                                             |                                                           | 4:49                                                      |
| 29.                                                       | "White White Snow"                                        | nonoc                                                     | 3:53                                                      |
| Tổng thời lượng:                                          | Tổng thời lượng:                                          | Tổng thời lượng:                                          | 1:08:17                                                   |

### Visual novel
Vào tháng 8 năm 2016, nhà phát triển trò chơi 5pb. thông báo rằng họ đang phát triển một cuốn tiểu thuyết trực quan dựa trên bộ, có tựa đề Re: Zero -Starting Life in Another World- Death or Kiss (Re: ゼ ロ か ら 世界 DE -DEATH HOẶC KISS-, Re: Zero kara Hajimeru Isekai Seikatsu - Cái chết hoặc nụ hôn -). Trò chơi đi theo một câu chuyện gốc khác với light novel và anime, và cho phép người chơi lựa chọn giữa các tuyến đường có Emilia, Rem, Ram, Felt, Beatrice, Crusch, Priscilla hoặc Anastasia. Một DLC sẽ cho phép những người chơi đã đặt hàng trước trò chơi thay thế trang phục của nhân vật bằng đồ bơi. Chủ đề mở đầu, "yell! Magic bắt đầu bằng một nụ hôn" (Yell ～ く Y, Yell! ~ Kuchibiru kara Hajimaru Mahō ~), được trình bày bởi chủ đề đầu tiên của anime, "Dai Dai Daisuki" (ダ イ ・ ダ イ ・ ダ イ キ), được thực hiện bởi Minase và Murakawa.
Tại Nhật Bản, trò chơi ban đầu dự kiến được phát hành cho PlayStation 4 và PlayStation Vita vào ngày 23 tháng 3 năm 2017, nhưng đã bị trì hoãn đến ngày 30 tháng 3 năm 2017, do một số trường hợp nhất định. Phiên bản giới hạn của trò chơi đi kèm với CD nhạc phim và Ram (cho phiên bản PS4) hoặc Rem (cho phiên bản PSVita) hình SD.
Một ứng dụng thực tế ảo cho phép người dùng tương tác với nhân vật Rem đã được phát hành cho iOS và Android vào ngày 26 tháng 5 năm 2017. Một phiên bản có nhân vật Emilia được phát hành vào ngày 6 tháng 6 năm 2017. Trò chơi sau đó đã được chuyển sang cả PC và PlayStation VR.

## Đón nhận
Theo trang web tin tức light novel ở Nhật Bản LN News, seri có 1 triệu bản sao được in. Seri light novel này đứng thứ 10 trong danh sách những light novel bán chạy nhất ở Nhật Bản từ tháng 11 năm 2015 tới tháng 5 năm 2016, bán được 263,357 bản. Trong thời gian đó, tập một và tập hai đứng thứ 35 và 48 những tập light novel bán chạy nhất, bán được 49,194 và 41,617 bản.
Seri anime đứng thứ nhất trong một cuộc bỏ phiếu của 820 người trên website Nhật Bản Anime! Anime! quyết định anime hay nhất mùa xuân 2016. Andy Hanley từ kênh UK Anime Network xem anime này là một trong những seri hay nhất năm 2016.
Vào tháng 9 năm 2016, Re:Zero Beginning Life in Another World (Season 1) đã trở thành tác phẩm hoạt hình đầu tiên của bilibili có hơn 100 triệu lượt xem.